# الثلاثاء الكبير

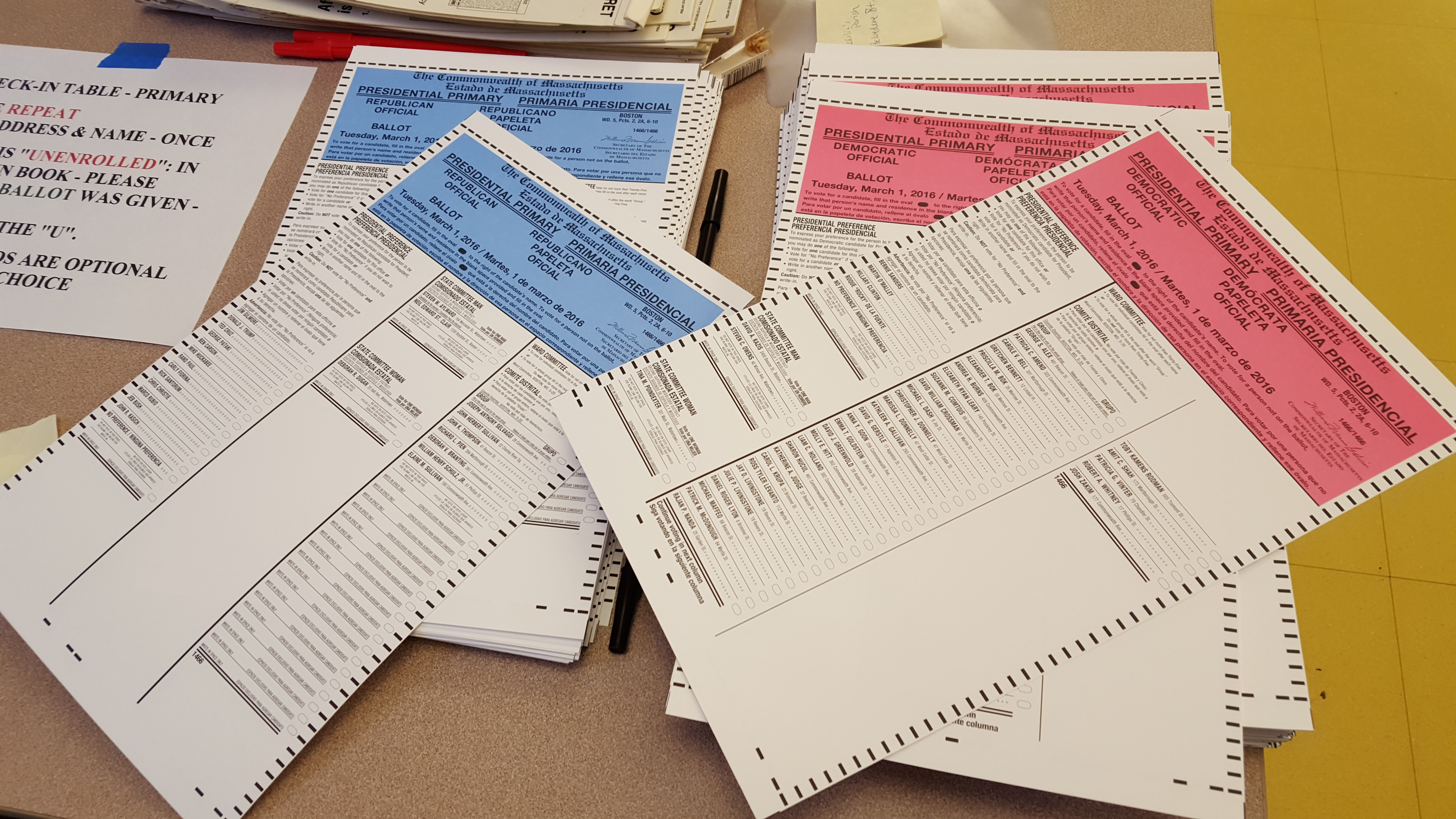

الثلاثاء الكبير هو يوم الانتخابات المبكرة في موسم الانتخابات التمهيدية للرئاسيات الأمريكية (فبراير أو مارس) حين تعقد الغالبية العظمى من الولايات في الولايات المتحدة الأمريكية الانتخابات التمهيدية والمجالس الانتخابية. إذ يمكن الفوز بالمزيد من المندوبين -ليمتثلوا في مؤتمرات الترشيح الرئاسي- في يوم الثلاثاء الكبير أكثر من أي يوم آخر. تجري الانتخابات التمهيدية والمجالس الانتخابية في العديد من الولايات من مناطق جغرافية واجتماعية مختلفة في البلاد وتُنظم فيها عادةً اختبارات للشعبية الوطنية الأولى للمرشحين الرئاسيين. ينبغي على المرشحين أيضًا أن يُحسنوا الإنجاز في هذا اليوم لأنه يساعدهم على ضمان ترشيحهم الحزبي. يدفع فوز مريح في الانتخابات التمهيدية للثلاثاء الكبير المرشحين عادةً نحو ترشحهم الحزبي.
تختلف الولايات التي تعقد الانتخابات التمهيدية في الثلاثاء الكبير من سنة لأخرى، إذ تختار كل ولاية يومها الانتخابي بمفردها.
يُعد يوم الثلاثاء اليوم التقليدي للانتخابات في الولايات المتحدة. يُستخدم مصطلح «الثلاثاء الكبير» للإشارة إلى الانتخابات الرئاسية التمهيدية منذ عام 1976 على الأقل، وهو مصطلح غير رسمي يستخدمه الصحفيون والنقاد السياسيون.
سيُعقد الثلاثاء الكبير لعام 2020 في يوم 3 مارس.

## الخلفية التاريخية
يسيطر حزبان كبيران على السياسات في الولايات المتحدة، هما الحزب الديمقراطي والحزب الجمهوري، اللذان يختاران مرشحيهما الرئاسيين في مؤتمرات ترشيح يحضرها مندوبون من الولايات. يحدد قانون الولاية كيف يُختار مندوبو الحزبين في كل ولاية إما عن طريق الانتخابات التمهيدية أو عن طريق المجالس الانتخابية وفي أي تاريخ تُعقد هذه المنافسات. تختار منظمات حكومة الولاية أو حزب الولاية التاريخ الذي يريدونه لعقد الانتخابات التمهيدية أو المجالس الانتخابية لولاياتهم. حاولت الولايات زيادة نفوذها في عملية الترشيح مع الاستخدام الواسع لنظام الانتخابات الرئاسية التمهيدية الحديث (بعد المؤتمر الديمقراطي الوطني في شيكاغو 1968 الذي اتسم بالفوضى). كانت إحدى الطرق هي خلق كتل جغرافية لتشجيع المندوبين على إمضاء المزيد من الوقت في المنطقة.
كانت إحدى الدوافع لإنشاء الثلاثاء الكبير هي النقد واقتراحات الإصلاح لنظام الانتخابات التمهيدية التي ينادي الكثير منها بإنشاء نظام وطني تمهيدي أو نظام محلي تمهيدي مثل النظام الدائري الوطني التمهيدي الذي اعتُمد من قِبل الجمعية الوطنية لوزراء الخارجية عام 1999، من ضمن اقتراحات أخرى.

## 1984: بدايات الثلاثاء الكبير
عُقد الثلاثاء الكبير ثلاث مرات في الموسم التمهيدي لعام 1984. كان اسمه «الثلاثاء الكبير الثالث» وكان فيه مندوبين من خمس ولايات، هي: ساوث داكوتا، ونيو مكسيكو، وويست فرجينيا، وكاليفورنيا، ونيو جيرسي. كانت الطبيعة النسبية لاختيار المندوبين تعني أنه من المحتمل لوالتر مونديل أن يحصل على عدد كافٍ من المندوبين في ذلك اليوم للفوز بترشيح المؤتمر الوطني الديمقراطي لعام 1984، بصرف النظر عمن فاز في الولايات المتنازع عليها بالفعل. حافظ غراي هارت على موقفه الذي يقول إن المندوبين الكبار غير المفوضين الذين سبق أن أعلنوا دعمهم لمونديل سوف ينتقلون إلى جانبه إذا اكتسح الثلاثاء الكبير الثالث التمهيدي. ارتكب هارت هفوة، وأهان ولاية نيو جيرسي قبل وقت قصير من اليوم الأول. خلال الحملة الانتخابية في كاليفورنيا، لاحظ أنه في حين كانت «الأخبار السيئة» هي اضطراره هو وزوجته «لي» إلى القيام بحملات بشكل منفصل، «كانت الأخبار الجدية بالنسبة لها هي أنها ستقوم بحملتها في كاليفورنيا بينما سأخوض حملتي في نيو جيرسي» حسب قول هارت. هنا تدخلت زوجته قائلة إنها: «يجب أن تحمل دب كوالا!»، أجاب هارت قائلًا: «لن أخبرك بما يجب أن أحمله: عينات من مكب نفايات سامة». في حين فاز هارت بكاليفورنيا، فقد خسر نيو جيرسي على الرغم من تقدمه في استطلاعات الرأي بما يصل إلى 15 نقطة.
حصل مونديل على غالبية المندوبين من الانتخابات التمهيدية، ما مهد الطريق أمامه للترشح عن الحزب الديمقراطي. في الانتخابات التمهيدية للحزب الجمهوري لعام 1984، كان الرئيس الحالي رونالد ريغان هو المرشح الوحيد للحصول على المندوبين.

## 2020
سيُعقد الثلاثاء الكبير في 3 مارس عام 2020. ستعقد كل من ولايات ألاباما، وأركنساس، وكاليفورنيا، وكولورادو، ومين، وماساتشوستس، مينيسوتا، وكارولاينا الشمالية، وأوكلاهوما، وتينيسي، وتكساس، ويوتا، وفيرمونت، وفيرجينيا الانتخاباتِ الرئاسية التمهيدية في ذلك التاريخ. ستبدأ الانتخابات التمهيدية للديمقراطيين في الخارج، بالنسبة للديمقراطيين الذين يعيشون خارج الولايات المتحدة، أيضًا في 3 مارس وتنتهي في 10 مارس. سيُخصص 1,357 من أصل 3,979 مندوبًا مفوضًا ليُمنحوا للمرشحين في الانتخابات الديمقراطية التمهيدية في يوم الثلاثاء الكبير. يمكن منح 1617 مندوبًا بالمجمل للمرشحين. معظمهم من الولايتين الأكثر اكتظاظًا بالسكان، وهما كاليفورنيا وتكساس، إذ خُصص 415 و228 مندوبًا على التوالي لكلتيهما يوم الثلاثاء الكبير.
ستعقد 13 من أصل 14 ولاية آنفة الذكر الانتخابات التمهيدية للجمهوريين في يوم الثلاثاء الكبير: قرر الحزب الجمهوري في ولاية فرجينيا إلغاء الانتخابات التمهيدية واختبار مندوبيه مباشرة في مؤتمر الحزب الذي عقدته الدولة، مع صب كل دعمه لصالح إعادة انتخاب الرئيس الحالي دونالد ترامب.